# Подлесе (Конецький повіт)
Подлесе (пол. Podlesie) — село в Польщі, у гміні Радошиці Конецького повіту Свентокшиського воєводства.
Населення — 251 особа (2011).
У 1975-1998 роках село належало до Келецького воєводства.

## Демографія
Демографічна структура на день 31 березня 2011 року:
|          | Загалом | Допрацездатний вік | Працездатний вік | Постпрацездатний вік |
| -------- | ------- | ------------------ | ---------------- | -------------------- |
| Чоловіки | 132     | 34                 | 89               | 9                    |
| Жінки    | 119     | 24                 | 74               | 21                   |
| Разом    | 251     | 58                 | 163              | 30                   |